# Великая мечеть Сале
Великая мечеть Сале (араб. المسجد الأعظم‎) — мечеть в городе Сале (Марокко). Занимающая площадь в 5 070 м² она является третьей по величине мечетью в стране и была первоначально построена в 1028—1029 годах. Мечеть разрушалась и восстанавливалась несколько раз с момента своего основания. Её архитектурный стиль соответствует эпохам Альморавидов и Альмохадов, она имеет девять арок. Великая мечеть была сильно повреждена во время бомбардировки Сале французами в 1851 году и была ненадолго закрыта в период французского протектората в Марокко.

## История
Великая мечеть Сале была построена по приказу Темима Ибн Зири, вождя берберского племени Бану-Ифрен, с 1028 по 1029 год. Она подверглась реконструкции и была расширена в 1196 году по приказу Абу Юсуфа Якуба аль-Мансура, третьего халифа Альмохадов, в результате чего она стала третьей по величине мечетью в Марокко после мечети Хасана II в Касабланке (крупнейшая) и мечети университета Аль-Карауин. С того времени она неоднократно разрушалась и перестраивалась.
По свидетельству историка Абд аль-Мунима Аль-Хасиди, 700 французских рабов были вовлечены в реконструкцию мечети по приказу Якуба аль-Мансура, в результате которой к комплексу было добавлено медресе. В 1260 году Сале был занят кастильскими войсками, и 3000 женщин, детей и пожилых жителей города были собраны в мечети и отправлены в качестве рабов в Севилью. В 1851 году Сале подвергся бомбардировке французскими войсками, и Великая мечеть получила серьёзные повреждения после попадания в неё шести пушечных ядер.
Во время французского протектората в Марокко, в 1930-х годах, мечеть использовалась для собраний марокканских националистов, лидерами которых были Саид Хаджи, Ахмед Маанину, Бубкер Эль-Кадири и Абу Бакр Знибер. Впоследствии французские власти закрыли мечеть, чтобы пресечь её использование в качестве места для распространения националистических настроений, но позднее она вновь была открыта.